# 行正り香
行正 り香（ゆきまさ りか、1966年7月13日 - ）は、福岡県出身の料理研究家。株式会社BSフジ放送番組審議会委員。株式会社REKIDS代表取締役。

## 人物
福岡県立福岡高等学校3年時からアメリカ合衆国カリフォルニア州に留学。留学中にホストファミリーのための食事作りから料理に興味を持つ。カリフォルニア大学バークレー校卒業。帰国後は電通に就職してCMプロデューサーとして活躍。在職中から料理研究家として料理本を出版していた。2007年、電通を退職して子ども向け学習ポータルサイト「なるほど！エージェント」を開設した。
著書に『だれか来る日のメニュー』『おうちに帰って、ごはんにしよう。』『そうだ。お菓子を作ろう！』『27個のおいしくてかわいいタルトとパイ―食べたいときに、すぐ作ろう！』『ものがたりのある一皿 季節のおもてなしレシピ』『19時から作るごはん』などがある。

## 著作
- 『だれか来る日のメニュー』文化出版局、1998年
- 『おうちに帰って、ごはんにしよう。』文化出版局、2000年
- 『そうだ。お菓子を作ろう! 』文化出版局、2001年
- 『27個のおいしくてかわいいタルトとパイ—食べたいときに、すぐ作ろう!』永岡書店、2002年
- 『ものがたりのある一皿 季節のおもてなしレシピ』文藝春秋、2004年
- 『19時から作るごはん』講談社、2004年 のち講談社+α文庫
- 『やっぱり、和食かな。』文化出版局、2005年
- 『ワインパーティーをしよう。』講談社、2006年
- 『やさしさグルグル』文化出版局, 2008.6　のち文春文庫
- 『行正り香の2皿ディナー』 (Esseの本) 扶桑社, 2008.7
- 『カクテルはいかが? 24のエッセイと、カクテルと小さなお料理』講談社, 2008.8
- 『はじめての、和食book 料理上手は読んではダメよん!』文化出版局, 2008.9
- 『しょうがレシピ129 からだポカポカ』文化出版局, 2009.2
- 『エブリデイ!パスタbook ソースはレンジで。帰ってすぐの本格100皿」文化出版局, 2009.5
- 『行正り香の今夜は家呑み 今夜は帰って、ゆっくり一杯やりますか?』朝日新聞出版, 2009.5
- 『行正り香の旅で出会ったイタリアン』集英社, 2010.11
- 『行正り香の「今日はおうちでレストラン」 気分で選ぶ20コース+シンプルレシピ30』小学館, 2010.3
- 『行正り香の朝ごはんメニュー』 (Esseの本)扶桑社, 2010.4
- 『行正り香の自分定食 さーて、今夜何作ろう?』朝日新聞出版, 2010.5
- 『行正り香のヘルシーアジアごはん 楽しく作って、からだケア』文化学園文化出版局, 2010.9
- 『行正り香の一皿から始めよう!』朝日新聞出版, 2011.10
- 「カラダがきれいになる60のレシピ』ベストセラーズ, 2011.12
- 『圧力鍋、使ってみよう』講談社, 2012.12
- 『3皿で、おもてなし お酒と楽しむ27の簡単ディナーコース』小学館, 2012.2
- 『21時から作るごはん ローカロリーのかんたんメニュー』講談社, 2012.3
- 『行正り香の、ハイボールごはん。』光文社、2012年
- 『行正り香の定番料理』宝島社, 2013.12
- 『行正り香のパスタ定食 2品で満足らくらくパスタのセットメニュー』(ESSEの本) 扶桑社, 2013.3
- 『行正り香のインテリア 心地よく暮らすためのルールとアイデア』講談社, 2013.3
- 『だれか来る日の和食メニュー』文化学園文化出版局, 2013.7
- 『行正り香のはじめよう!ひとりごはん生活』朝日新聞出版, 2013.9
- 『持ちよりパーティーをしよう』講談社、2014年
- 『行正り香の暮らしメモ100』マガジンハウス, 2014.9
- 『今夜のワイン、どうしよう?今夜のゴハン、どうしよう?』講談社, 2015.10
- 『お菓子のある暮らし』(ESSEの本) 扶桑社, 2015.12
- 『行正り香のテーブルコーディネート シーン別シンプルおいしいレシピつき (講談社の実用BOOK) 2015.2
- 『行正り香のお酢料理』家の光協会, 2015.6
- 『行正り香のクイックサラダ すし酢で万能ドレッシング!思いたったらすぐできるサラダ100』主婦と生活社, 2016.7
- 『レシピのいらない和食の本 (講談社のお料理BOOK) 2016.9
- 『行正り香の家作り ヒュッゲなインテリア』講談社, 2018.12
- 『肉の本 今夜は、お肉を食べよう。』扶桑社, 2018.2
- 『ビリからはじめる英語術 英語は声を出して学ぼう』新泉社, 2018.4

### 共著
- 『オトナ時間。オンナ時間。』ともさかりえ共著. マガジンハウス, 2015.8
- 『北欧からのやさしいお菓子 まぜて焼くだけ』 Mai Knauer 共著. 講談社, 2011.10

## テレビ出演
- 『食菜浪漫』（NHK）2008年4月（再放送/6月）

女優のともさかりえの回に、友人の料理研究家として出演。
- 『キッチンが走る!』（NHK）2010年10月
- 『情報プレゼンター とくダネ!』（2011年8月26日、フジテレビ系）- コメンテーター
- 『Dining with the Chef』（NHKワールド JAPAN） - 「Rika's TOKYO CUISINE」Chef[2]
- 『趣味どきっ!』（NHK） 2020年12月 - ステイホームを心地よく...ぬくもりの北欧スタイル (5)「おうちで実践!〜テーブルコーディネート」